# David López
David López García (født 13. maj 1981 i Bilbao) er en tidligere spansk professionel landevejsrytter.